# Université d'État de Bowie

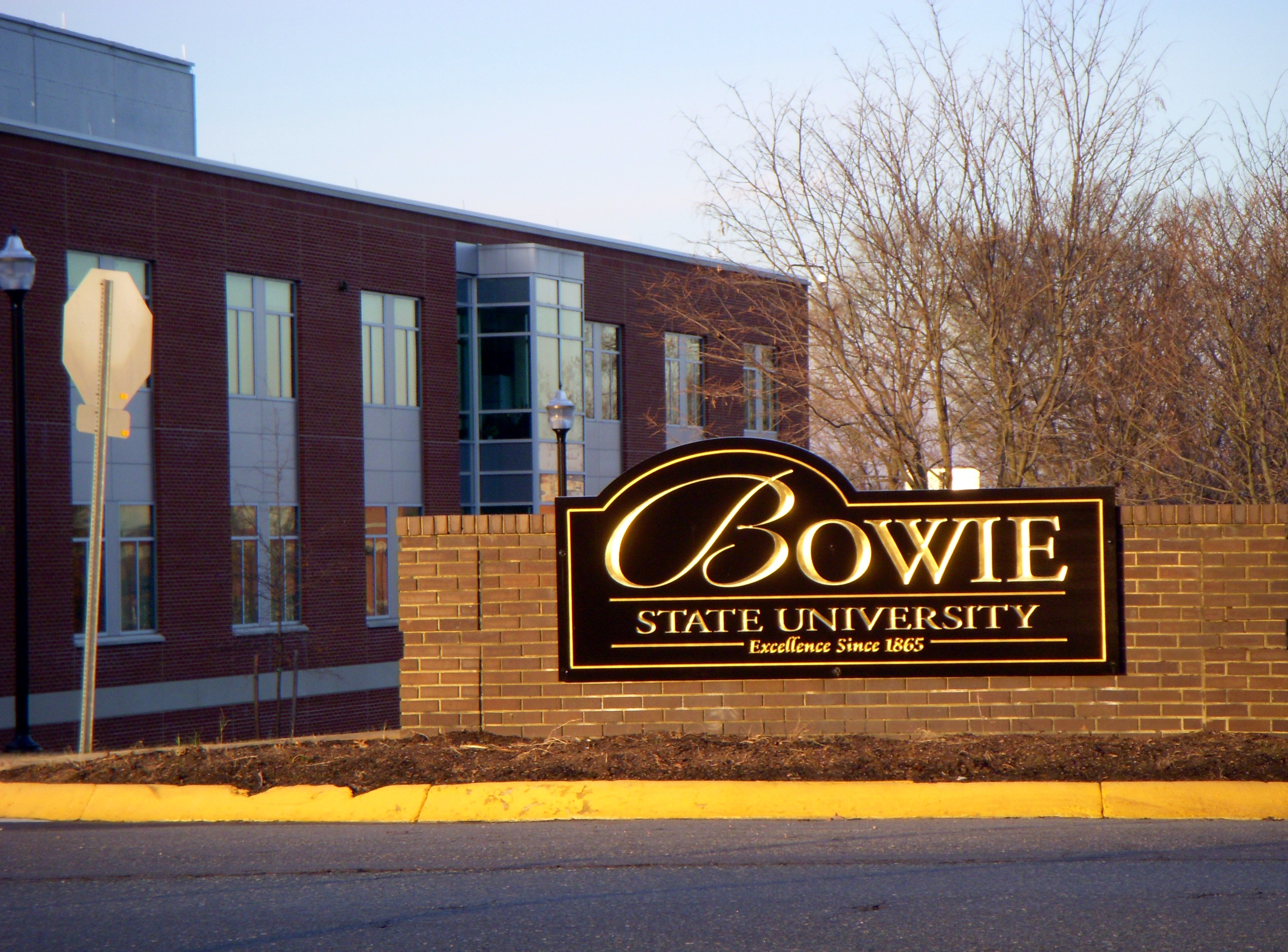
Entrée principale de l'université

L'université d'État de Bowie (Bowie State University) est une université publique située dans la ville de Bowie dans le Maryland.
 C'est la plus vieille université traditionnellement noire du Maryland.
Les Bulldogs de Bowie State représentent l'université dans les compétitions sportives.

## Étudiants notables
- Toni Braxton, chanteuse américaine. (n'a pas été diplômé)
- Towanda Braxton, chanteuse américaine.
- Wale, rappeur américain. (n'a pas été diplômé)
- Christa McAuliffe, elle a obtenu son master à l'université Bowie State.
- Kimberly Klacik, femme d'affaires et femme politique américaine